# Sigma Xi
Sigma Xi ist eine wissenschaftliche Vereinigung, die 1886 an der Cornell University gegründet wurde. Ziel der Vereinigung ist die Würdigung besonderer wissenschaftlicher Leistungen und die Förderung der Zusammenarbeit zwischen Forschern verschiedener Wissenschaftsdisziplinen. Die griechischen Buchstaben „sigma“ (Σ) und „xi“ (Ξ) stehen für das Motto „Spoudon Xynones“, das so viel wie „Partner in der Forschung“ bedeutet.
Heute ist Sigma Xi eine internationale multidisziplinäre Forschungsgesellschaft mit etwa 60.000 Mitgliedern in über 100 Ländern. Die über 500 Chapters bestehen an Colleges und Universitäten, Forschungszentren und staatlichen Einrichtungen. Die Aufnahme in die Gesellschaft erfolgt durch Auswahl. Wissenschaftler mit erkennbarem Potential werden zunächst als Aufnahmemitglieder (Associate Members) gewählt, nach weiteren bemerkenswerten wissenschaftlichen Leistungen erfolgt die Aufnahme als Vollmitglied. Pro Jahr werden etwa 5000 Mitglieder aufgenommen. Bisher erhielten über 200 Mitglieder der Gesellschaft einen Nobelpreis.
Seit 1983 werden ausgewählte Personen, die besondere Dienste für die Wissenschaft oder die Gesellschaft erbracht haben, als Ehrenmitglied (Honorary Member) aufgenommen. Dazu gehören die Politiker Stewart Udall (1986) und Al Gore (1994) sowie die Wissenschaftsjournalisten David Quammen (2005) und K. C. Cole (2007). Pro Jahr werden höchstens zwei Ehrenmitglieder aufgenommen.
Der Sitz der Gesellschaft ist seit 2004 im Research Triangle Park um Raleigh, Durham und Chapel Hill in North Carolina. Sie  gehörte zu den ersten Gesellschaften innerhalb der Bewegung der Honor Societies.
Sigma Xi gibt die Zeitschrift American Scientist heraus, die 1913 erstmals erschien.